# Myxine

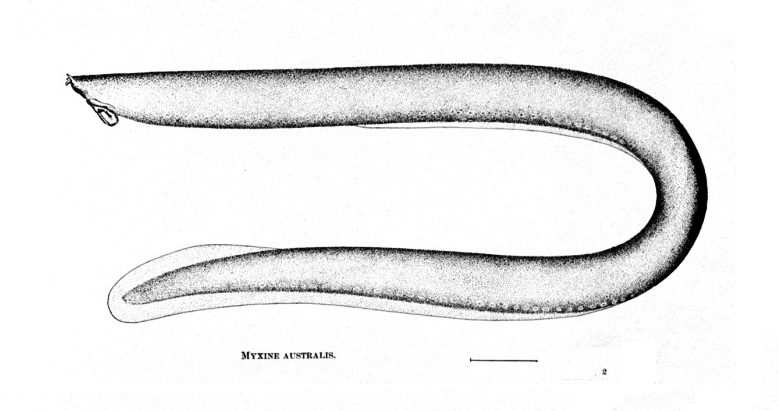
Dibujo de Myxine australis de mediados del por Günther

Myxine es un género de peces agnatos. Viven en el fondo marino profundo.

## Ecología
Son carroñeros y se alimentan de los animales muertos que se depositan en el fondo marino. Su modo de nutrición es particular: ingresan al cuerpo de los peces muertos perforando su piel y luego se alimentan raspando el cuerpo desde el interior. 

## Especies
- Myxine affinis Günther, 1870 (Pez bruja patagónica)
- Myxine australis Jenyns, 1842 (Pez bruja austral)
- Myxine capensis Regan, 1913 (Pez bruja del cabo)
- Myxine circifrons Garman, 1899 (Pez bruja de cara blanca)
- Myxine debueni Wisner y CB McMillan, 1995 (Pez bruja de Magallanes)
- Myxine fernholmi Wisner y CB McMillan, 1995 (Pez bruja de las Islas Malvinas)
- Myxine formosana HK Mok & CH Kuo, 2001 (Pez bruja de Formosa)
- Myxine garmani DS Jordan & Snyder, 1901 (Pez bruja de Garman)
- Myxine glutinosa Linnaeus, 1758 (Pez bruja atlántico)
- Myxine hubbsi Wisner y CB McMillan, 1995 (Pez bruja de Hubbs)
- Myxine hubbsoides Wisner y CB McMillan, 1995
- Myxine ios Fernholm, 1981 (Pez bruja de cabeza blanca)
- Myxine jespersenae Møller, Feld, IH Poulsen, Thomsen & Thormar, 2005 (Pez bruja de Jespersen)
- Myxine knappi Wisner y CB McMillan, 1995) (Pez bruja de Knapp)
- Myxine kuoi HK Mok, 2002 (Pez bruja de Kuo)
- Myxine limosa Girard, 1859 (Pez bruja del Atlántico de Girard)
- Myxine mccoskeri Wisner & CB McMillan, 1995 (Pez bruja de McCosker)
- Myxine mcmillanae Hensley, 1991 (Pez bruja caribeño)
- Myxine paucidens Regan, 1913 (Pez bruja Hyalonema)
- Myxine pequenoi Wisner & CB McMillan, 1995 (Pez bruja chileno)
- Myxine robinsora Wisner y CB McMillan, 1995 (Pez bruja del Caribe de Wisner)
- Myxine sotoi Mincarone, 2001 (Pez bruja brasileño)